# Marc-Aeilko Aris

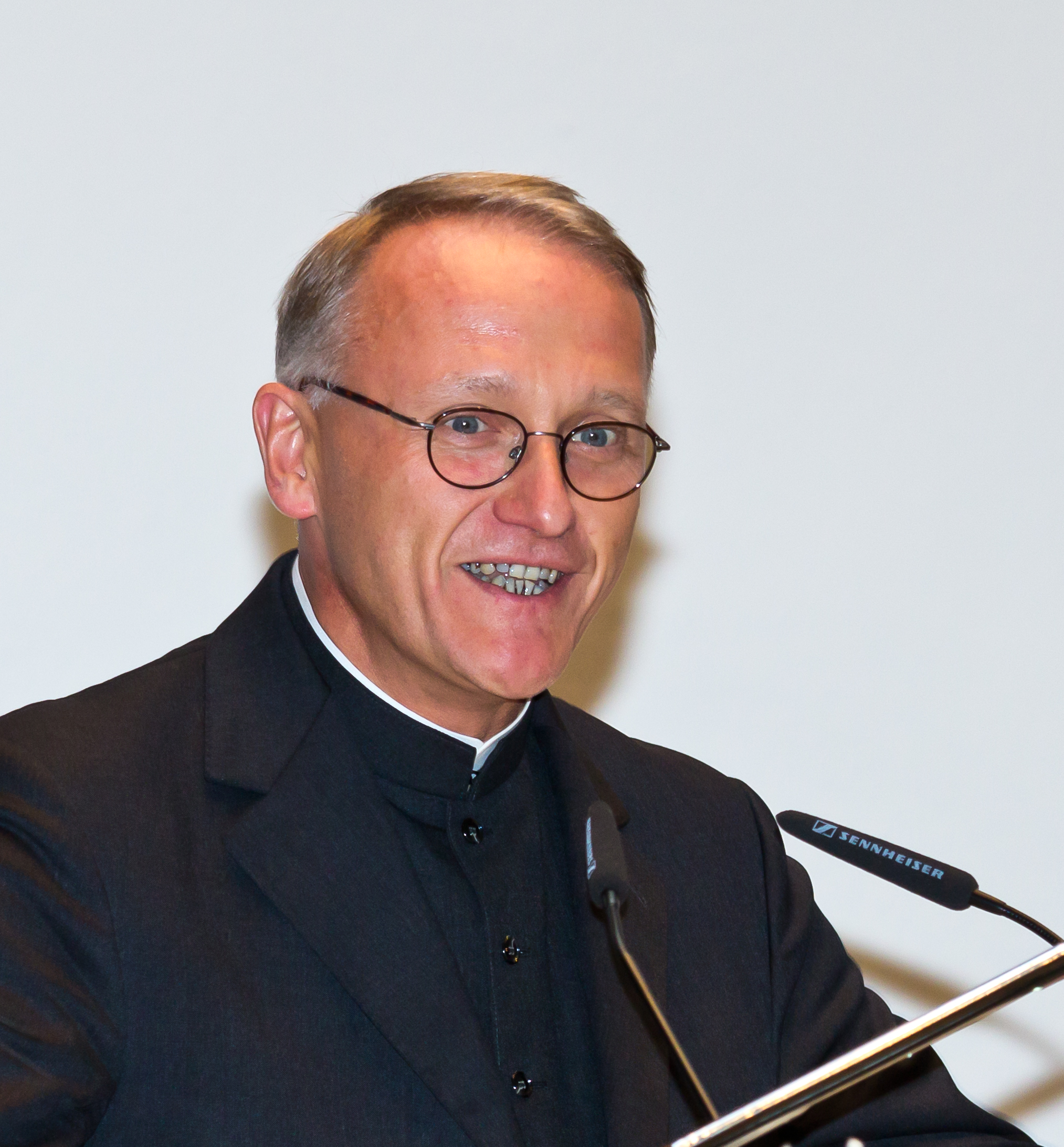
Marc-Aeilko Aris, 2013

Marc-Aeilko Aris (* 24. April 1959 in Baden-Baden) ist ein deutscher Mediävist, Mittellateinischer Philologe und Philosophiehistoriker sowie römisch-katholischer Priester.

## Leben
Aris wuchs evangelisch auf und konvertierte mit 18 Jahren zum katholischen Glauben, studierte 1979 bis 1985 Theologie an der Philosophisch-Theologischen Hochschule Fulda und an der Universität München. 1985 wurde er in Fulda zum Priester geweiht. Anschließend war er als Kaplan tätig, seit 1987 schloss sich ein Promotionsstudium an der Universität München an. Seine Doktorväter waren in der Philosophie Werner Beierwaltes, in der Lateinischen Philologie des Mittelalters Franz Brunhölzl und in der Liturgiewissenschaft Reiner Kaczynski. 1992 wurde er im Fach Philosophie zum Dr. phil. promoviert.
Von 1994 bis 2000 wirkte er als Wissenschaftlicher Angestellter an der Heidelberger Akademie der Wissenschaften bei der Cusanus-Edition der Arbeitsstelle Trier im Institut für Cusanusforschung (2000 bis 2005 als freier Mitarbeiter) und war Lehrbeauftragter der Mittelalterlichen Geschichte an der Universität Trier. Von 2000 bis 2005 war er stellvertretender Direktor des Albertus-Magnus-Instituts Bonn und Lehrbeauftragter der Philosophie an der Universität Bonn. 2003/04 vertrat er die Professur für Lateinische Philologie des Mittelalters an der Universität München, wo er seit dem 28. April 2005 eine W3-Professur für dieses Fach innehat.
Aris ist Mitglied in zahlreichen mediävistischen Foren und seit 2002 Präsident der Kommission „Édition de textes“ der Société Internationale pour l‘Étude de la Philosophie Médiévale. Seit 2003 ist er Mitglied im Verwaltungsrat der Gesellschaft für mittelrheinische Kirchengeschichte und Mitglied der Bayerischen Benediktinerakademie (seit 2023: Benediktinische Akademie Salzburg) – Philosophische Sektion. Er ist Mitglied der Kommission für die Herausgabe des Mittellateinischen Wörterbuchs und der Kommission für die Herausgabe der Urkunden Kaiser Friedrichs II. der Bayerischen Akademie der Wissenschaften. Nach dem Rücktritt Claudia Märtls war Aris vom 1. April 2014 bis 8. März 2018 „Stellvertreter des Präsidenten“ (Leiter) der Monumenta Germaniae Historica. 2018 erhielt er die Freiherr vom Stein-Medaille der MGH.
Im Jahr 2013 wurde er Nachfolger von Ludwig Mödl als Universitätsprediger der Ludwig-Maximilians-Universität München in der „Universitätskirche“ St. Ludwig. Am 14. Januar 2017 berief ihn Papst Franziskus zum Konsultor der Kongregation für den Gottesdienst und die Sakramentenordnung. Aris ist seit 15. Oktober 2016 Domrektor des Freisinger Doms.
Er hielt die Ehrengabe der Gesellschaft für mittelrheinische Kirchengeschichte (2022). Ihm wurde 2022 das Bundesverdienstkreuz am Bande verliehen.

## Schriften (Auswahl)
- Contemplatio. Philosophische Studien zum Traktat Benjamin Maior des Richard von St. Victor. Mit einer verbesserten Edition des Textes (= Fuldaer Studien. 6). Knecht, Frankfurt am Main 1996, ISBN 3-7820-0703-4.
- als Herausgeber mit Hartmut Broszinski: Die Glossen zum Jakobusbrief aus dem Victor-Codex (Bonifatianus 1) in der Hessischen Landesbibliothek zu Fulda (= Veröffentlichungen der Hessischen Landesbibliothek Fulda. 7). Parzeller u. a., Fulda u. a. 1996, ISBN 3-7900-0276-3.
- als Herausgeber mit Gisela Fürle-Schamberger, Thomas Martin, Eva Steinle: Das Kloster Fulda im frühen Mittelalter. Ein Fundament europäischer Kultur. CD-ROM. Im Auftrag des Dommuseums Fulda herausgegeben. MECOM, Fulda 1998.
- Hildegard bei den Kartäusern. Beobachtungen zur handschriftlichen Überlieferung der Werke Hildegards von Bingen im Spätmittelalter (= Mitteilungen und Verzeichnisse aus der Bibliothek des Bischöflichen Priesterseminars zu Trier. 13). Paulinus, Trier 1999, ISBN 3-7902-0169-3.
- mit Regina Pütz: Bibliotheca Fuldensis. Ausgewählte Handschriften und Handschriftenfragmente aus der mittelalterlichen Bibliothek des Klosters Fulda (= Fulda. Dokumentationen zur Stadtgeschichte. 29). Parzeller, Fulda 2010, ISBN 978-3-7900-0432-8.